# Reial Audiència de Mallorca
La Reial Audiència de Mallorca fou una instància col·legiada que exercia el poder judicial en nom del rei i que tenia competències de govern i presa de decisions a l'àmbit del Regne de Mallorca. Fou instaurada per una Pragmàtica del rei en Felip II dictada l'11 de maig de 1571 i complementada el 25 d'abril del 1572. La institució fou modificada de manera molt substancial pel Decret de Nova Planta de la Reial Audiència del Regne de Mallorca de 1715, que hi va donar una nova planta (nova estructura) a la institució, i per les successives reformes de l'organització judicial al llarg del segle xix i el segle xx.

## Precedents

### Altres Audiències a la Corona d'Aragó
Les Reials Audiències a la Corona d'Aragó foren introduïdes pel rei en Ferran el Catòlic, i es dotaren de funcions primordialment judicials. Amb aquests nous òrgans, el rei pretenia administrar la justícia i altres afers de govern d'una forma més eficient i ràpida. L'administració i impartició de justícia era una regalia pròpia del rei, com a senyor i mediador i, per tant, l'autoritat d'aquest òrgan es derivà exclusivament d'aquest i no de les Corts o cap institució representativa pròpia dels regnes. Actuaren, per tant, com a tribunals superiors de justícia, però les seves funcions sovint sobrepassaren aquest àmbit judicial (s'ha de tenir en compte que llavors el concepte de separació de poders encara no s'havia formulat) i actuaren també com a organisme consultiu del lloctinent general o virrei, i últimament varen esdevenir una forta eina política i administrativa vital per a l'exercici d'un bon Govern al país corresponent.
El rei Catòlic va implantar els precedents de les Reials Audiències el 1493, quan fundà dos consells judicials, un a Aragó i l'altre a Catalunya. El d'Aragó era conformat per 5 juristes i fou el precedent directe de la futura Reial Audiència aragonesa, que agafà la seva forma definitiva el 1528, si bé la seva estructura fou modificada varies vegades fins al 1592, i el de Catalunya va rebre el nom oficial de Consell Reial, que adoptà la seva ordenació definitiva el 1599 després de moltes modificacions. Després d'aquestes primeres institucions, el rei en Ferran fundà la primera Reial Audiència de la Corona com a tal, la de València, en el 1506—si bé fou modificada fins al 1607. Ja en Felip II fundà les Audiències dels regnes insulars: la de Sardenya el 1564 i la de Mallorca el 1571.

### Administració de la justícia prèvia a Mallorca
A Mallorca, abans de la Reial Audiència, la justícia era administrada per una sèrie de cúries com la del batlle, la del veguer, la del veguer de fora, les senyorials, entre d'altres, que responien últimament a la Cúria de la Governació, conformada pel lloctinent general, l'assessor del d'aquest (després nomenat regent de la Cancelleria, càrrec important ocupat per un jurista que assessorava al lloctinent) i l'advocat fiscal i patrimonial. El lloctinent general era el màxim representant del rei quan aquest era absent, i degut a la impossibilitat de que el monarca impartís justícia a tots els seus territoris ell tot sol, el lloctinent ho feia en son nom. Les sentencies de les altres cúries, fossin reials o senyorials, eren apel·lables davant la Cúria de la Governació.

## Origen

### Petició
La seva implantació a Mallorca es va fer a petició del regne, i seguí el model que ja s'havia instal·lat als altres regnes de la monarquia hispànica i la Corona d'Aragó. D'altra banda, la creixent tensió entre part de la societat mallorquina i el governador feia desitjar que un organisme col·legial pogués resoldre amb més equitat. Per això, el 1564 el Gran i General Consell envià a les Corts de Montsó el síndic (o ambaixador) Pau Moix, aprofitant la visita del rei en Felip II a Barcelona (si bé la ciutat ja tenia un síndic, Francesc Anglada) i la convocatòria de Corts. Aquest síndic en la Cort havia rebut les directrius per demanar una sèrie de peticions al rei, que feia en nom del regne. Les peticions foren:
- Que el rei visitàs en persona el seu Regne de Mallorca.
- Que juràs personalment, sense intermediaris, les Franqueses i els Privilegis del Regne de Mallorca.
- Que proveís de Corts al regne.
- Que Mallorca fos convocada a les Corts generals de la Corona d'Aragó.
- Que se fundàs una Reial Audiència per Mallorca, finançada enterament pel Reial Patrimoni.
- Que el rei tractàs certes queixes respecte el funcionament del regiment de sort i sach.

A aquestes Corts de 1564 es feren importants regulacions de les Reials Audiències dels altres regnes: es crearen sales criminals a les Audiències d'Aragó, València i Catalunya i es fundà la de Sardenya, que tenia dues sales. Malgrat tot, la qüestió mallorquina restà sense solució per cap dels punts presentats, especialment el punt de la dotació econòmica, ja que la Corona no estava disposada a assumir el cost econòmic d'aquesta nova institució.

### Negociacions
Entre 1567 i 1570, les negociacions per la creació de la Reial Audiència es van intensificar. Els jurats i representants mallorquins van enviar diversos emissaris a la Cort reial, com Antoni Cotoner i Vallobrar, amb arguments renovats per convèncer Felip II de la necessitat d'aquesta institució. En una mostra de pragmatisme, les autoritats mallorquines van acceptar que part del cost fos assumit per la Universitat, trencant amb l'anterior postura d’exigir que la totalitat fos coberta pel Reial Patrimoni.
La principal controvèrsia durant aquest període es va centrar en la composició i el model del tribunal. Les autoritats locals demanaven un tribunal amb dues sales, una per a causes civils i l'altra per a criminals, que garantís la independència en les apel·lacions. A més, insistien que tots els magistrats fossin mallorquins. En canvi, Felip II, amb l'objectiu de mantenir el control sobre la nova institució, proposava un model amb una sola sala i amb la possibilitat que només la meitat dels magistrats fossin naturals de Mallorca. Aquest desacord sobre el format del tribunal va prolongar les negociacions.

### Fundació
El conflicte es va resoldre el 1571, quan Felip II va firmar la Pragmàtica-Sanció que establia la Reial Audiència. Aquesta institució tindria la seva seu al Palau Reial de l'Almudaina, i estaria composta per sis jurisconsults, incloent el regent de la Cancelleria i l'advocat fiscal. Almenys dos d’aquests magistrats havien de ser naturals de Mallorca, mentre que la resta podien ser designats entre els dominis de la Corona d'Aragó. Les seves funcions incloïen actuar com a tribunal superior de justícia i assessorar el lloctinent general en una varietat d’assumptes civils, criminals i administratius. Pel que fa als salaris, aquests serien finançats a parts iguals entre el Reial Patrimoni i la Universitat.

## Composició
La integraven 6 jurisconsults en dret civil o canònic, el regent de la Cancelleria, l'advocat fiscal del Reial Patrimoni i quatre oïdors. Tots els jurisconsults eren designats per la corona. El darrer electe havia d'actuar com a jutge de cort en les causes criminals.
- Regent de la Cancelleria: Era el cap màxim de la institució en matèria judicial, però aquesta era presidida pel lloctinent general. Tenia atribucions per supervisar els procediments judicials, dirimir empats en les votacions i representar l'autoritat reial en les decisions jurídico-administratives.

- Advocat Fiscal: Tenia com a principal funció la representació dels interessos del Reial Patrimoni i la persecució de les causes criminals. La seva presència era essencial en totes les causes criminals, on podia emetre informes i sol·licitar l’aplicació de penes segons la legislació vigent.

- Oïdors: La Cancelleria comptava amb quatre oïdors. Dos havien de ser naturals de Mallorca, seleccionats entre els juristes locals, per tal de garantir una representació dels interessos del regne; i els altre dos eren designats entre els territoris de la Corona d’Aragó, afavorint una visió externa i reforçant el control reial.[2]

El desembre de 1677 Carles II va ampliar a 7 el nombre de juristes, amb un nou oïdor, malgrat la poca predisposició de les autoritats locals.

## Funcions
La Reial Cancelleria exercia funcions clau en l'administració de justícia i en la supervisió administrativa del Regne de Mallorca. Actuava com a tribunal superior per a causes civils i criminals, resolent apel·lacions procedents de les cúries inferiors, com les del batlle o el veguer. Les causes criminals requerien la presència del lloctinent general, que tenia vot decisiu en cas d'empat. Les sentències definitives havien de ser emeses en un termini màxim de quatre mesos.
En l'àmbit administratiu, la Cancelleria assessorava el lloctinent general i supervisava el funcionament de les cúries inferiors. També mantenia un registre complet de les decisions judicials i gestionava les inspeccions de presons, revisant les condicions dels reclusos i garantint l'absència de dilacions en els processos pendents.
La Cancelleria exercia justícia forana quan calia desplaçar-se fora de la ciutat per resoldre processos criminals, assegurant una administració descentralitzada. Així mateix, celebrava audiències per a causes menors, garantint l'accés a la justícia per als més vulnerables. Finalment, participava en cerimònies oficials del regne.
L'evocació d'una causa a la Reial Audiència era un recurs habitual de les universitats i els particulars per a evitar la justícia senyorial, ja que el senyor podia ser una de les parts implicades en el conflicte.

## La Reial Audiència després del Decret de Nova Planta
L'organització i el funcionament de la Reial Audiència, van patir canvis radicals amb el Decret de Nova Planta promulgat el 28 de novembre de 1715, i publicat el primer de març de 1716. Aquesta normativa, va imposar una reestructuració destinada a integrar les institucions locals dins un sistema centralitzat inspirat en el model castellà. En un primer moment, la institució original va ser dissolta i les seves funcions transferides temporalment a la Real Junta Superior de Justicia, presidida pel capità general. La nova Reial Audiència, configurada poc després, tingué competències pròpies en matèria de govern i el capità general passà a tenir un vot simple. Tot i això, les qüestions judicials continuaven en mans del Regent de la Reial Audiència, mentre que el tribunal es va reorganitzar amb cinc magistrats, dels quals només dos eren mallorquins i la resta, incloent-hi el fiscal, provenien de fora, principalment de territoris castellans.
La supressió del Consell d'Aragó va eliminar un dels principals mecanismes de defensa de les particularitats locals, i les suplicacions es van començar a dirigir al Consell de Castella, que esdevingué el tribunal suprem per a tot l'Estat. Aquesta transformació va alterar l'equilibri tradicional entre les elits mallorquines i el poder central, establint un model que prioritzava la uniformitat per sobre de les especificitats regionals.